# Nitruro de americio
El nitruro de americio es un compuesto inorgánico binario de americio y nitruro con la fórmula química AmN.

## Preparación
El americio se puede obtener a partir de la reacción del americio metálico con nitrógeno o amoníaco a 750–800 °C:
2Am + N
2 → 2AmN
2Am + 2NH
3 → 2AmN + 3H
2
También se puede obtener a partir de la reacción del trihidruro de americio (AmH3) con nitrógeno a 750 °C:
AmH
3 + N
2 → AmN + NH
3

## Propiedades químicas
El nitruro de americio reacciona con el cloruro de cadmio para formar tricloruro de americio:
2 AmN + 3 CdCl
2 → 2 AmCl
3 + Cd
3N
2